# Batalla de Varna
La batalla de Varna tuvo lugar el 10 de noviembre de 1444 cerca de Varna en el este de Bulgaria. En esta batalla el Imperio otomano, bajo el mando del sultán Murad II, derrotó a los ejércitos polaco y húngaro al mando de Vladislao I de Hungría y Juan Hunyadi. Fue la batalla final de la Cruzada de Varna.

## Preludio
Después de una serie de expediciones fallidas entre 1440-1442 contra Belgrado y el principado de Transilvania, y las derrotas de la “larga campaña” de Juan Hunyadi en 1442-1443, el sultán otomano Murad II firmó una tregua de 10 años con Hungría. Después de que hiciera la paz con el emirato de Karaman en Anatolia en agosto de 1444, renunció al trono en su hijo de 12 años, Mehmed II.
A pesar del tratado de paz, Hungría cooperó con la república de Venecia y el papa Eugenio IV para organizar un nuevo ejército cruzado. Con estas noticias, Murad fue llamado de regreso al trono por su hijo. Pero Murad se negó continuamente a ello, basándose en que él ya no era sultán. En esta posición, su hijo le ordenó que dirigiera sus ejércitos.

## Preparativos
Un ejército cristiano combinado, consistente principalmente de fuerzas húngaras y polacas, con pequeños destacamentos de checos, caballeros papales, alemanes, bosnios, croatas, búlgaros, valacos, lituanos y rutenios (ucranianos), se enfrentó a un ejército numéricamente superior de turcos otomanos. 
Los húngaros estaban mal equipados, y el apoyo prometido por Albania y Constantinopla nunca llegó. El ejército húngaro era pequeño y bastante desequilibrado. No tenía apenas infantería, a excepción de unos 300 mercenarios checos. Había unos 100 carros de guerra con sus tripulaciones (Wagenburg). El resto del ejército era caballería pesada, la mayoría de la realeza o mercenarios extranjeros, con algunos estandartes episcopales y de la nobleza. 
Barcos venecianos, genoveses y papales habían bloqueado los Dardanelos mientras el ejército húngaro avanzaba hacia Varna, donde se encontrarían con la flota papal para navegar a lo largo de la costa hasta Constantinopla, empujando a las fuerzas otomanas fuera de Europa. El avance húngaro fue rápido, sobrepasando las fortalezas otomanas, en tanto que búlgaros locales de Vidin, Oryahovo y Nicópolis se sumaban al ejército (Fruzhin, hijo de Iván Shishman, tomó parte en la campaña con su guardia personal). El 10 de octubre cerca de Nicópolis, unos 4.000 caballeros valacos bajo el mando de Mircea II también se unieron al ejército. Refugiados armenios en Hungría también intervinieron en las guerras contra los turcos.

## Despliegue de los ejércitos
La flota veneciana no pudo evitar que los refuerzos turcos llegasen desde Asia Menor. Es más, se cometió una traición en sus filas, pues un encargado de Venecia habría ayudado a las tropas turcas a cruzar al continente europeo.
Más tarde, el 9 de noviembre, un gran ejército otomano de alrededor de 60 000 hombres se aproximó a Varna (aún bajo control bizantino) desde el oeste. En un consejo militar realizado por Hunyadi, el legado papal, cardenal Julian Cesarini, insistió en una rápida retirada. Sin embargo, los cristianos estaban encajonados entre el mar Negro, el lago de Varna, las empinadas laderas boscosas de la meseta de Frangen y el enemigo. Cesarini entonces propuso una defensa usando los carros de guerra de los husitas hasta que llegara la flota cristiana. Los nobles húngaros y los comandantes croatas, bosnios y checos lo apoyaron, pero el joven Vladislao y Hunyadi rechazaron las tácticas defensivas. Hunyadi declaró: “Escapar es imposible, rendirse es impensable. Déjennos luchar con valor y honor.” Vladislao se mostró de acuerdo y le dio el mando del ejército. 
En la mañana del 10 de noviembre, Hunyadi desplegó el ejército —de cerca de 20 000 cruzados— en forma de arco entre el lago de Varna y la meseta de Frangen; el frente cubría unos 3,5 km de longitud. Dos estandartes con un total de 3500 hombres del rey polaco, guardaespaldas húngaros, así como mercenarios reales húngaros y la nobleza se dispusieron en el centro de la formación. La caballería valaca quedó de reserva detrás del centro. 
El flanco derecho estaba alineado en la colina, hacia la villa de Kamenar, y lo componían 6500 hombres organizados en cinco estandartes. El obispo Jan Domenik de Varadin, con su estandarte personal, lideraba esta fuerza; Cesarini comandaba un estandarte de mercenarios alemanes y otro de bosnios. El obispo de Eger mandaba su propio estandarte, y el gobernante militar de Eslavonia, Franco Talotsi, se hallaba al frente del estandarte croata. 
El flanco izquierdo, con un total de 5000 hombres en cinco estandartes, estaba a las órdenes de Miguel Szilágyi, cuñado de Hunyadi, y lo formaban mercenarios transilvanos, búlgaros y alemanes de Hunyadi, así como estandartes de la alta nobleza húngara. Detrás de los húngaros, más cerca del mar Negro y el lago, se habían colocado los carros de guerra, defendidos por unos 300 a 600 checos y rutenios bajo el mando de Ceyka. Cada carro tenía entre 7 y 10 hombres y estaba equipado con bombardas. 
El centro otomano incluía a los jenízaros y los conscriptos de Rumelia, desplegados alrededor de dos montículos. Murad observó y dirigió la batalla desde la cima de uno de ellos. Los jenízaros cavaron atrás zanjas y dos empalizadas. El flanco derecho consistía en Kapikulus y Sipahis de Rumelia, y el flanco izquierdo constaba de sipahis de Anatolia, mercenarios árabes y otras fuerzas. Arqueros jenízaros y caballería ligera (Akincis) fueron desplegados en la meseta de Frangen.

## La batalla

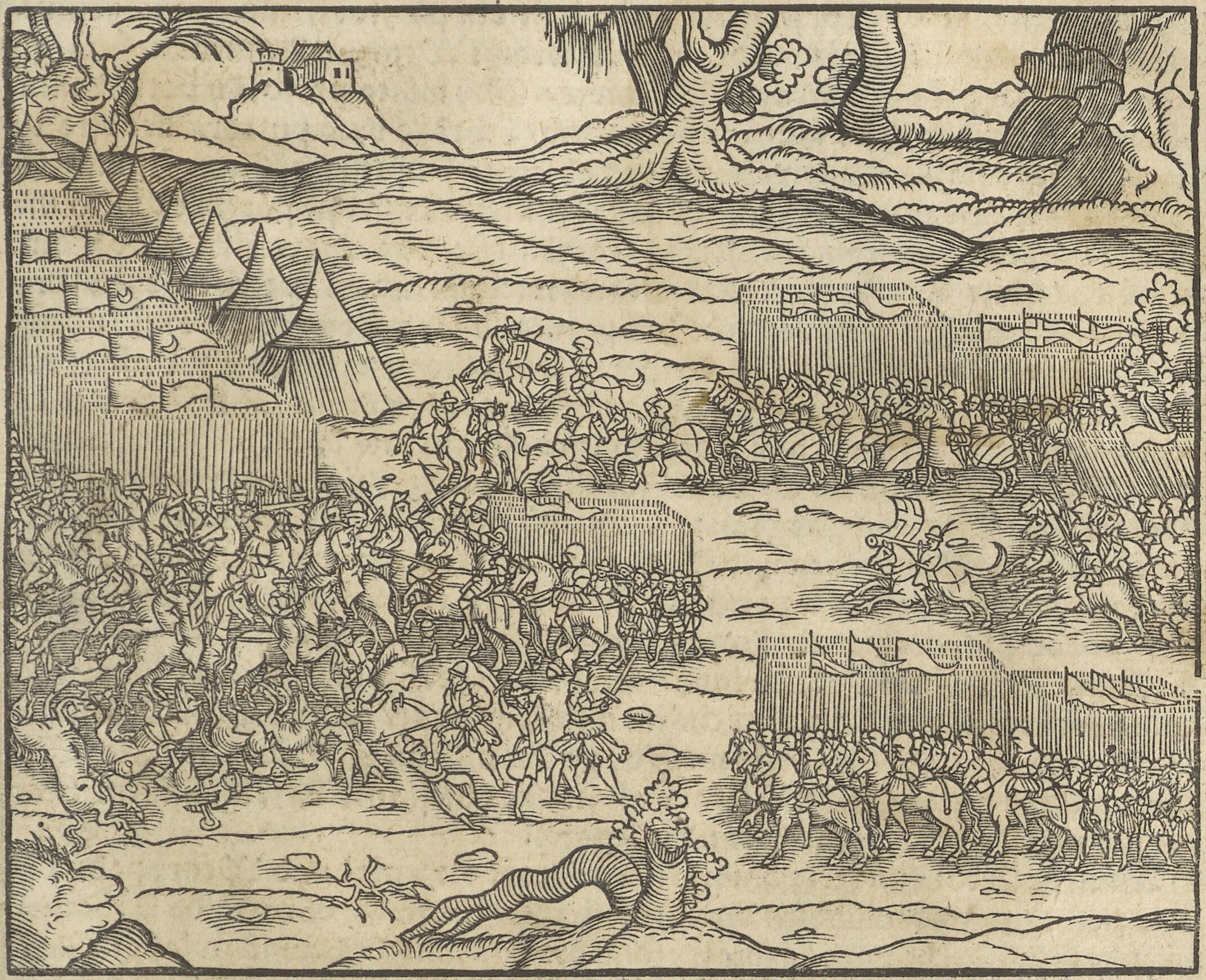
Ilustración de una crónica de 1564.

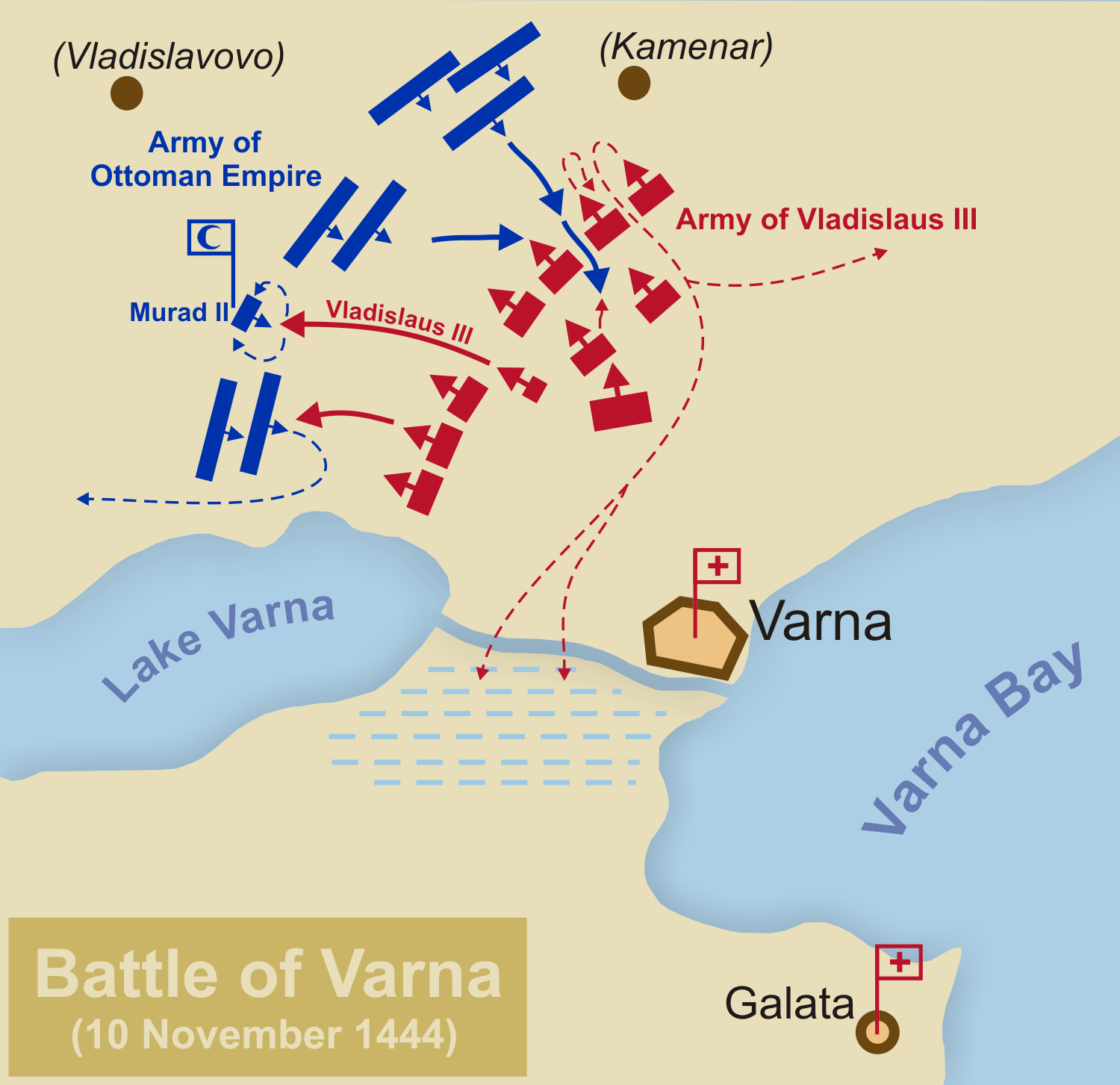

La caballería ligera árabe y otomana atacó a los croatas de Talotsi. Los cristianos del flanco izquierdo respondieron con fuego de bombardas y de otras armas, deteniendo el ataque. Los soldados cristianos iniciaron una persecución desordenada. La caballería de Anatolia y los árabes en camellos los emboscaron desde el flanco. El flanco cristiano derecho intentó escapar a la pequeña fortaleza de Gálata en la otra orilla de la bahía de Varna, pero la mayoría de ellos fueron muertos en los pantanos alrededor del lago Varna y el río Devnya, donde también cayó Cesarini. Sólo las tropas de Talotsi pudieron refugiarse tras los carros de guerra. 
Vladislao y Hunyadi desplegaron dos escuadrones de caballería desde el centro y ordenaron el ataque contra los sipahis de Anatolia y los árabes, que fueron desbandados con su comandante, Karaca Bey, que murió en el ataque. Los cristianos los persiguieron por cerca de 6 km y después regresaron al campo de batalla. Los valacos continuaron con la persecución e irrumpieron en un campamento otomano fortificado. Después de saquearlo, los valacos cargados con oro y mucho botín abandonaron el combate. 
El otro flanco otomano atacó a los húngaros y búlgaros de Miguel Szilágyi. Su avance fue detenido y rechazado, después de lo cual los sipahis volvieron a avanzar. Hunyadi decidió prestar ayuda y aconsejó al rey que esperase hasta que él regresara. Luego avanzó con dos escuadrones de caballería hacia los sipahis, los derrotó y los persiguió en dirección al camino hacia Shumen. Los sipahis estaban tan aterrorizados que algunos de ellos alcanzaron el río Kamchiya y lo cruzaron a unos 30 km de distancia.
El ejército europeo parecía cerca de la victoria; el sultán había decidido dejar el campo de batalla. Según Edward Gibbon (Historia de la decadencia y caída del Imperio romano), «Cuando Amurath observó la retirada de sus escuadrones, desesperó de su fortuna y aquella del imperio: un jenízaro veterano tomó la brida de su caballo y tuvo la magnanimidad de perdonar y recompensar al soldado que se atrevió a percibir el terror y la detención del vuelo de su soberano». 
El joven rey, ignorando el consejo de Hunyadi, mandó presuroso 500 de sus caballeros polacos contra el centro otomano, quienes sobrepasaron a la infantería jenízara, y el rey intentó hacer prisionero a Murad. Pero rodeado por los guardias jenízaros, fue asesinado, su cabeza cortada y luego llevada a la corte otomana. La desmoralizada caballería polaca fue aplastada por los otomanos. 
A su regreso, Hunyadi trató frenéticamente de rescatar el cuerpo del rey, pero todo lo que pudo hacer fue organizar la retirada del resto del ejército. Sufrió de 11 000−13 000 bajas. Los otomanos perdieron de 8000−20 000 soldados. El ejército otomano estaba tan destrozado que fueron incapaces de perseguir al ejército cristiano y continuar la campaña en la Europa central. Muchos de los prisioneros europeos fueron asesinados o vendidos como esclavos, al igual que los prisioneros otomanos.

## Consecuencias
La muerte de Vladislao dejó a Hungría en las manos de Ladislao el Póstumo, de tan sólo 4 años de edad. De esta forma, Juan Hunyadi se convirtió en su tutor y en el regente de Hungría. La derrota también preparó el escenario para la caída de Constantinopla en 1453.